# Баранников, Алексей Алексеевич
Алексе́й Алексе́евич Бара́нников (13 мая 1975, Москва, СССР) — российский спортсмен, член сб. России (с 1997 по 2011), член олимпийской сборной команды России по лыжному двоеборью на Олимпиаде в Турине, на Олимпиаде в Солт-Лейк-Сити. Мастер спорта России международного класса(лыжное двоеборье).
Чемпион России (2000—2005, 2011 — командное первенство, 2001, 2004 — классика, 2003 — спринт). Серебряный (2002, 2005 — спринт) и бронзовый (2000, 2003 — классика) призёр чемпионатов России.
Первый тренер — Анатолий Николаевич Киченков, затем А. А. Носов.
Выступал за МГФСО, ЭШВСМ (Москва). Завершил спортивную карьеру в 2011 году.
выпускник Российской государственной академии физической культуры.
Родился и живёт в Москве.